# Mywaswynas
MYWASWYNAS – czwarty długogrający album studyjny polskiego rockowego zespołu Luxtorpeda. Album został wydany 1 kwietnia 2016 roku przez S.D.C. (dystrybucja Universal Music Polska). Album zajął 79. miejsce w rocznym podsumowaniu sprzedaży w Polsce.

## Lista utworów
Opracowano na podstawie materiału źródłowego.
| CD 1 | CD 1              | CD 1  | CD 1    |
| Nr   | Tytuł utworu      |       | Długość |
| ---- | ----------------- | ----- | ------- |
| 1.   | „Pozdrawiamy”     | 04:38 |         |
| 2.   | „Zerwali sieć”    | 04:13 |         |
| 3.   | „Jak husaria”     | 03:44 |         |
| 4.   | „Księgowy”        | 04:05 |         |
| 5.   | „Silnalina”       | 03:27 |         |
| 6.   | „MYWASWYNAS”      | 01:50 |         |
| 7.   | „Siódme”          | 03:16 |         |
| 8.   | „Mazanic”         | 03:58 |         |
| 9.   | „Iglo”            | 04:24 |         |
| 10.  | „Dziury po ospie” | 06:15 |         |
| 11.  | „Imago”           | 05:12 |         |

| CD 2 | CD 2                                                  | CD 2  | CD 2    |
| Nr   | Tytuł utworu                                          |       | Długość |
| ---- | ----------------------------------------------------- | ----- | ------- |
| 1.   | „Pozdrawiamy” (instrumental)                          | 04:38 |         |
| 2.   | „Zerwali sieć” (instrumental)                         | 04:06 |         |
| 3.   | „Jak husaria” (instrumental)                          | 03:43 |         |
| 4.   | „Księgowy” (instrumental)                             | 04:05 |         |
| 5.   | „Silnalina” (instrumental)                            | 03:31 |         |
| 6.   | „Siódme” (instrumental)                               | 03:23 |         |
| 7.   | „Mazanic” (instrumental)                              | 03:52 |         |
| 8.   | „Iglo” (instrumental)                                 | 04:28 |         |
| 9.   | „Dziury po ospie” (instrumental)                      | 06:16 |         |
| 10.  | „Imago” (instrumental)                                | 05:12 |         |
| 11.  | „Imago” (instrumental, wersja z kwartetem smyczkowym) | 04:18 |         |

## Twórcy
Opracowano na podstawie materiału źródłowego.
- Robert "Litza" Friedrich – wokal, gitara
- Przemysław "Hans" Frencel – wokal
- Robert "Drężmak" Drężek – gitara, wokal wspierający
- Krzysztof "Kmieta" Kmiecik – gitara basowa
- Tomasz "Krzyżyk" Krzyżaniak – perkusja
- Maciej Jahnz – solo gitarowe w "Księgowym", "Iglo" i "Dziurach po ospie"
- Marcin Pospieszalski i kwartet: Jadwiga Dyla, Aleksandra Kruszona – skrzypce, Jolanta Brandys – altówka, Wioletta Marecka – wiolonczela – wersja instrumentalna "Imago" na CD2
- Michał Wasyl – nagranie i miksowanie
- Użytkownicy LuxForum – Oficjalnego Forum Luxtorpedy (Jarus, Dex, Wojtek Grzyb, Remol1777, Krzysiek, Yasiu, Wojomierz, Łania, JołAsia, Kredka, Rakosuaf, Sissi, Leon, Janikk, Maciek, Olo, Kate, Robak, Lilka, Gallad, Jar, Kacper, Pocho, Chęciu, Kred): chórki w "MYWASWYNAS"